# Hvorfor mænd kæmper
Hvorfor mænd kæmper er en amerikansk stumfilm fra 1920 af Edwin Carewe.

## Medvirkende
- Hugh Cameron som Red Smith
- Dolores Cassinelli som Wanda Hubbard / Lucille Hubbard
- Lettie Ford som Emily Ann Hubbard
- Franklyn Hanna som Andrew Clarke
- Mitchell Harris som Roger Burney